# Marcos Curado
Marcos Curado (Mar del Plata, Argentina; 9 de mayo de 1995) es un futbolista argentino. Juega de defensa central y su equipo actual es el Ascoli Calcio de la Serie C de Italia.

## Trayectoria
Formado en las inferiores del Arsenal de Sanrandí, debutó con Arsenal en la temporada 2015 contra Unión Santa Fe. 
En julio de 2018 fichó por el Genoa de la Serie A. Al llegar al club fue enviado a préstamo al Avellino de la Serie B, y aunque jugó un encuentro amistoso de pretemporada con el club, en agosto fue enviado a préstamo al Crotone, donde jugó en la temporada 2018-19.
El 10 de julio de 2019 fue enviado nuevamente a préstamo al Crotone.
Para la temporada 2020-21 fue enviado a préstamo al Frosinone de la Serie B. La siguiente temporada 2021-22 fue enviado a préstamo al Perugia, también en la Serie B.

## Estadísticas
Actualizado al último partido disputado el 4 de mayo de 2019.
| Arsenal Argentina"                                                                                        | 1.ª           | 2015          | 17 | 0 | 0 | 0 | 0 | 0 | 17 | 0 |
| Arsenal Argentina"                                                                                        | 1.ª           | 2016          | 16 | 0 | 2 | 0 | - | - | 18 | 0 |
| Arsenal Argentina"                                                                                        | 1.ª           | 2016-17       | 24 | 0 | 1 | 0 | 3 | 0 | 28 | 0 |
| Arsenal Argentina"                                                                                        | 1.ª           | 2017-18       | 18 | 1 | 1 | 0 | - | - | 19 | 1 |
| Arsenal Argentina"                                                                                        | Total club    | Total club    | 75 | 1 | 4 | 0 | 3 | 0 | 82 | 1 |
| Crotone (préstamo) · Italia                                                                               | 2.ª           | 2018-19       | 16 | 0 | 1 | 0 | - | - | 17 | 0 |
| Crotone (préstamo) · Italia                                                                               | 2.ª           | 2019-20       | 0  | 0 | 0 | 0 | - | - | 0  | 0 |
| Crotone (préstamo) · Italia                                                                               | Total club    | Total club    | 16 | 0 | 1 | 0 | 0 | 0 | 17 | 0 |
| Total carrera                                                                                             | Total carrera | Total carrera | 91 | 0 | 5 | 0 | 3 | 0 | 99 | 1 |
| (1) Incluye datos de la Copa Argentina y la Copa Italia. (2) Incluye datos de la Copa Sudamericana 2017 . |               |               |    |   |   |   |   |   |    |   |